# Église Saint-Jacques-le-Majeur de Lochwiller
L'église Saint-Jacques-le-Majeur est un monument historique situé à Lochwiller, dans le département français du Bas-Rhin.

## Localisation
Ce bâtiment est situé place de l'Église à Lochwiller.

## Historique
L'édifice fait l'objet d'une inscription au titre des monuments historiques depuis 1935.